# 錦秀会グループ
錦秀会グループ（きんしゅうかいグループ、英語: Kinshukai Group）は、大阪府大阪市住吉区に本部経営監理局（本部）を置く、5法人1財団2企業を有する医療・介護・教育の展開を続ける医療法人グループである。

## 概要
籔本秀雄が1957年7月に開設した阪和病院が始まりであり、「やさしく生命（いのち）をまもる」を基本理念としている。大阪府を中心に関西圏で展開しており、グループ合計病床数は約6,000床。
籔本秀雄は新興宗教である新生佛教教団の熱心な信者であり、各系列病院には新生佛教教団の曼荼羅が祀られている御宝殿がある。
市場調査を主業務とする矢野経済研究所の調査によると、病院グループの2015年度決算における事業収益ランキングは第14位。

## 来歴
創立者の籔本秀雄は、1926年2月8日に三重県名張市安部田で生まれた。1950年3月に大阪大学附属医学専門部を卒業し、1951年4月に医師国家試験に合格した。1952年から1953年頃に秀雄の出身地である三重県名張市で「近畿病院」を開業したが、1956年に大阪府へ移り、1957年7月に阪和病院を開設した。1959年12月22日に医療法人 阪和病院を設立し、その理事長に就任した。
1978年9月に阪和記念病院を開設、1980年11月には阪和泉北病院を開設した。この頃には、従業員は約1,500名ほどになっており、附属の高等看護学院、准看護学院、臨床検査技師学院を擁する大阪府下でも有数の私立の大病院となっていた。1981年3月27日には法人名を「医療法人 錦秀会」と変更した。
法人名を変更した翌1982年4月1日、秀雄は法人税法違反、背任、業務上横領、私文書偽造、同行使、診療放射線技師及び診療エックス線技師法違反の容疑で逮捕され、同年4月22日に起訴された。同年5月1日に保釈保証金5,000万円を納めて大阪拘置所から保釈された。待ち受けていた報道陣に対して秀雄は、
と述べている。同年5月8日には後任の理事長として顧問弁護士で元大阪高等検察庁検事長の齋藤周逸が就任することが決まった。この事件は、ワンマン経営で法人を私物化するために関係する病院や会社を同族などで固めたことが問題視されており、後任の理事長は同族以外の者を据える必要があった。そこで白羽の矢が立ったのが顧問弁護士の齋藤である。齋藤は、
と述べている。一審判決が出た翌月の1983年5月には山口県山口市に本部を置く新生佛教教団に入団した。信仰の道に入って秀雄の人間性がガラッと変わり、裁判所からは「その信仰生活は周辺の人達にも深い感銘を与えている」「人生の転機」と評価されるまでに至っている。病院経営にも新生佛教教団の教えが大きく影響しており、何か決める際には「ご神示」が用いられている。また、秀雄の自宅だけでなく系列病院や関連施設などにも新生佛教教団の曼荼羅が祭られている御宝殿や御堂が建てられている。
1987年10月に阪和住吉病院を開設、1995年3月には「財団法人 大阪難病研究財団」を設立し、秀雄が理事長に就任した。また、70歳で引退すると決めていた秀雄は古希の時に会長に退き、実質的な経営者である理事長を長男の籔本雅巳に譲った。雅巳は「これからは高齢者対応の慢性期医療に力を入れるべきだ」として経営方針を転換し、1998年6月に「社会福祉法人 帝塚山福祉会」を設立、同年9月には「医療法人財団 幸生会」を吸収するなどグループ化して組織・事業を拡大していった。雅巳は白石徳生との対談において、
と述べている。
2019年、長らく会長から名誉会長の座に就いていた秀雄が死去した。
2020年10月に雅巳が在大阪ジャマイカ名誉領事に任命された。
2021年10月7日に雅巳が背任容疑で逮捕、同年10月27日に再逮捕され、翌月の同年11月16日に追起訴された。同年11月19日に保釈保証金8,000万円を納めて東京拘置所から保釈された。逮捕された前月の同年9月17日に理事長を辞任しており、後任の理事長として同年10月20日に弁護士の角源三が就任した。角は、2022年8月17日にネーミングライツで大阪市立住吉区民センターの名称を「錦秀会 住吉区民センター」としたり、住吉区の安全・安心のために住吉区役所の敷地内に屋外照明や防犯カメラを寄贈したりなどした。2022年3月12日には日本相撲連盟の副会長を辞任した。
2022年12月に雅巳の長男である籔本武志が理事長に就任、2025年4月に雅巳の長女である籔本知里が理事長に就任した。

## 沿革
- 1957年（昭和32年）
  - 7月 - 阪和病院を開設する
  - 8月 - 結核予防法指定病院となる
- 1958年（昭和33年）
  - 3月 - 生活保護法指定病院となる
- 1959年（昭和34年）
  - 12月 - 医療法人阪和病院に改組する
- 1960年（昭和35年）
  - 2月 - 保険医療機関に指定される
  - 12月 - 大阪市消防局の協力医院となる
- 1961年（昭和36年）
  - 10月 - 私有救急車第一号を保有する
- 1962年（昭和37年）
  - 5月 - 大阪市消防局指定の救急病院となる
- 1965年（昭和40年）
  - 1月 - 増築により351床となる
  - 8月 - 救急指定病院になる
- 1966年（昭和41年）
  - 1月 - 労災保険医療機関に指定される
- 1969年（昭和44年）
  - 11月 - 改築し744床となる。株式会社阪和薬店を設立する
- 1970年（昭和45年）
  - 7月 - 助産施設設置を許可される
- 1971年（昭和46年）
  - 8月 - 阪和病院分院を開設する（392床）
- 1973年（昭和48年）
  - 9月 - 大阪市救急医療事業団の第二次後送病院となる
- 1974年（昭和49年）
  - 7月 - 第1阪和会館を開設する。阪和食品株式会社を設立する
- 1978年（昭和53年）
  - 3月 - 阪和記念会館が竣工する
  - 4月 - 「医療法人 阪和病院 附属高等看護学院」を開校する
  - 9月 - 阪和記念病院が開院する
  - 11月 - 阪和記念病院が保険医療機関に指定される
- 1979年（昭和54年）
  - 2月 - 阪和記念病院が労災保険医療機関に指定される
  - 4月 - 「医療法人 阪和病院 附属准看護学院」を開校する
  - 6月 - 阪和記念会館3階に医療専門図書館を開設する
  - 8月 -  阪和病院に小児科病棟を併設する（54床）
- 1980年（昭和55年）11月 - 阪和泉北病院が竣工する（1,500床）
- 1981年（昭和56年）
  - 3月 - 「医療法人阪和病院」を「医療法人錦秀会」と名称を変更する
  - 5月 - 阪和泉北病院が被爆者一般疾病医療機関に指定される
- 1982年（昭和57年）
  - 1月 - 阪和病院に救急患者専用の救急病棟を併設する
  - 11月 - 阪和泉北病院が大阪府小児慢性特定疾患治療事業契約を締結する
  - 12月 - 阪和記念病院が被爆者一般疾病医療機関に指定される
- 1983年（昭和58年）
  - 4月 - 阪和泉北病院が社団法人日本整形外科学会認定医制度による研究施設として指定される
  - 12月 - 阪和病院が被爆者一般疾病医療機関に指定される
- 1984年（昭和59年）
  - 3月 - 阪和記念病院が結核予防法医療機関に指定される
  - 5月 - 阪和泉北病院が救急指定病院に認定される
- 1985年（昭和60年）
  - 10月 - 阪和記念病院が日本救急医学会認定医修練施設に指定される
- 1986年（昭和61年）
  - 7月 - 阪和泉北病院が従業員定員特例を許可されて1,493床になる
- 1987年（昭和62年）
  - 10月 - 阪和住吉病院を開設する
- 1988年（昭和63年）
  - 11月 - 阪和住吉病院が総合病院名称使用を許可される(阪和住吉総合病院)
  - 12月 - 阪和泉北病院第3棟500床を増設する
- 1992年（平成4年）
  - 4月 - 阪和記念病院基準看護承認される
  - 10月 - 阪和住吉総合病院に小児科を増設する
- 1995年
  - 3月 - 「財団法人 大阪難病研究財団」を設立する。
- 1997年（平成9年）
  - 9月 - 医療法人錦秀会阪和訪問看護ステーションを開設する
- 1998年（平成10年）
  - 6月 - 社会福祉法人帝塚山福祉会を設立する
  - 9月 - 医療法人財団幸生会が錦秀会グループの一員となる
- 1999年（平成11年）
  - 4月 - 社会福祉法人帝塚山福祉会帝塚山特別養護老人ホーム玲風苑を開所する
  - 5月 - 社会福祉法人帝塚山福祉会帝塚山福祉会診療所を開設する
  - 11月 - 医療法人財団幸生会が医療法人財団兵庫錦秀会に名称を改める
- 2000年（平成12年）
  - 1月 - 医療法人錦秀会阪和泉北病院の名称を阪和第二泉北病院に変更する
  - 3月 - 社会福祉法人帝塚山福祉会ケアハウス帝塚山を開所する
  - 3月 - 社会福祉法人帝塚山福祉会介護老人保健施設聖和苑を開所する
  - 4月 - 医療法人錦秀会阪和第二泉北病院1,993床の内、1,024床を介護保険適用病棟に移行する
  - 4月 - 医療法人錦秀会阪和病院692床の内、114床を介護保険適用病棟に移行する
  - 4月 - 医療法人錦秀会介護老人保健施設錦秀苑を開所する
  - 4月 - 医療法人錦秀会阪和病院居宅介護支援センター並びに阪和泉北病院居宅介護支援センターを開設する
  - 6月 - 医療法人錦秀会錦秀苑居宅介護支援センター並びに阪和訪問看護・ケアプランセンターを開設する
  - 7月 - 医療法人錦秀会阪和第一泉北病院を開院する
  - 7月 - 医療法人錦秀会阪和第二泉北病院1,993床の病棟の内、1,024床を阪和第一泉北病院へ移転する
- 2001年（平成13年）
  - 1月 - 医療法人錦秀会阪和第二病院を開院する
  - 1月 - 医療法人錦秀会阪和病院692床の病棟の内、114床を阪和第二病院へ移転する
  - 7月 - 社会福祉法人帝塚山福祉会特別養護老人ホーム阪和苑を開所する
  - 7月 - 社会福祉法人帝塚山福祉会ケアハウス阿倍野を開所する
  - 8月 - 社会福祉法人帝塚山福祉会阿倍野診療所を開設する
- 2002年（平成14年）
  - 9月 - 医療法人錦秀会阪和第二住吉病院を開院する
- 2004年（平成16年）
  - 4月 - 社会福祉法人難波福祉会特別養護老人ホーム浜木綿苑並びに介護老人保健施設雅秀苑を開所する
  - 5月 - 社会福祉法人難波福祉会養護老人ホーム浜茄子苑並びにケアハウス雅風苑を開所する
  - 11月 - 医療法人錦秀会グループホーム清泉を開所する
- 2006年（平成18年）
  - 4月 - 医療法人錦秀会阪和インテリジェント医療センター（HIMC）を開設する
- 2008年（平成20年）
  - 10月 - 「医療法人 幸仁会 阪本病院」が「医療法人 聖和錦秀会 阪本病院」と名称変更の上、錦秀会グループの一員となる
  - 10月 - 「財団法人阪本精神病理学研究所」が錦秀会グループの一員となる
- 2009年（平成21年）
  - 4月 - 医療法人 睦会 （新いずみ病院）が錦秀会グループの一員となる
  - 5月 - 阪和第二泉北病院に「阪和人工関節センター」を開設する
  - 10月 - 阪和住吉総合病院 に「消化器センター外来」を開設する
- 2010年（平成22年）
  - 4月 - 大阪梅田に「インフュージョンクリニック」を開設する
  - 9月 - 株式会社Nishiki Corporationを設立する
- 2012年（平成24年）
  - 4月 - 阪和記念病院に「心臓血管センター」を開設する
  - 7月 - 帝塚山福祉会特別養護老人ホーム「阪和帝塚山苑」並びに養護老人ホーム「阪和櫻美苑」を開所する
- 2014年（平成26年）
  - 4月 - 「社会福祉法人帝塚山福祉会」と「社会福祉法人難波福祉会」が合併し、「難波福祉会」は解散する
  - 7月 - 阪和記念病院 に「脳卒中センター」を開設する
  - 8月 - 「医療法人睦会」を「医療法人阪和錦秀会」へ「新いずみ病院」を「阪和いずみ病院」に名称変更する
- 2015年（平成27年）
  - 9月 - 「医療法人阪和錦秀会」を「医療法人聖和錦秀会」に合併する
- 2017年（平成29年）
  - 4月 - 「医療法人 錦秀会 看護専門学校」と「医療法人 錦秀会 准看護学院」を統合して「学校法人 阪和学園 錦秀会看護専門学校」を開校する
- 2018年（平成30年）
  - 11月 - 「医療法人聖和錦秀会 阪和いずみ病院」を開設する[17]
- 2020年（令和2年）
  - 6月 - 医療法人錦秀会阪和第二病院をコロナ専門病院に移行する[39]
- 2021年（令和3年）
  - 10月 - 医療法人錦秀会阪和住吉総合病院をコロナ専門病院に移行する
- 2022年（令和4年）
  - 6月 - 阪和記念病院と阪和住吉総合病院、阪和病院と阪和第二病院をそれぞれ統合、大阪市住吉区南住吉3-5-15に移転し、1棟に阪和記念病院と阪和病院の2病院が集約される[40][注釈 12]
- 2023年（令和5年）
  - 4月 - 医療法人財団兵庫錦秀会（神出病院、たちばな苑、西神看護専門学校）が医療法人聖和錦秀会に吸収合併[41]
  - 4月 - 「社会福祉法人 葛城会（特別養護老人ホーム　唐国園）」を「社会福祉法人 帝塚山福祉会」に合併する
  - 5月 - 「阪和訪問看護ステーション」「阪和訪問ヘルパーステーション」「阪和ケアプランセンター」が「阪和病院/阪和記念病院」敷地内に移転
- 2024年（令和6年）
  - 3月 - 美容クリニック「ガーベラ美容クリニック」を大阪市阿倍野区にて開設
  - 4月 - 「うめだ訪問看護ステーション」を開所する
  - 10月 - 「阪本病院」を医療法人 爽神堂へ事業譲渡する
- 2025年（令和7年）
  - 1月 - 「医療法人 聖和錦秀会 グループホーム聖和いずみ」を廃止する[42]
  - 3月 - 「阪和訪問ヘルパーステーション」を閉所する

## グループ法人

### 医療法人 錦秀会
- 阪和病院
- 阪和第二病院 - 2022年6月に阪和病院に統合
- 阪和記念病院
- 阪和住吉総合病院 - 2022年6月に阪和記念病院に統合
- インフュージョンクリニック
- 阪和第二住吉病院
- 阪和第一泉北病院
- 阪和第二泉北病院
- 阪和インテリジェント医療センター
- 錦秀苑
- グループホーム清泉
- 阪和ケアプランセンター
- 阪和訪問看護ステーション
- ガーベラ美容クリニック

### 医療法人 聖和錦秀会
- 阪本病院 - 2024年10月に医療法人 爽神堂に事業譲渡[43][注釈 13]。
- 阪和いずみ病院
- 神出病院
- たちばな苑
- 西神看護専門学校
- うめだ訪問看護ステーション

### 社会福祉法人 帝塚山福祉会
- 玲風苑
- 聖和苑
- ケアハウス帝塚山
- ケアハウス阿倍野
- 阪和苑
- 阪和帝塚山苑
- 阪和櫻美苑
- 浜木綿苑
- 浜茄子苑
- 雅風苑
- 雅秀苑
- 唐国園

### 学校法人 阪和学園
- 錦秀会看護専門学校

## グループ企業

### 株式会社阪和薬店
- 代表取締役 : 籔本尚子[44]

医療用品の卸売などを事業としている。

### 株式会社Nishiki Corporation
- 代表取締役 : 籔本尚子[46]

医療機関や介護施設などの安定的な経営を実現するためのトータルサポートを事業としている。2021年に籔本雅巳が起こした日本大学背任事件に関与しており、2023年に学校法人日本大学から損害賠償請求訴訟された。

#### 株式会社Nishiki Foods
- 代表取締役 : 西正知弘[49]

Nishiki Corporationの関連会社。錦秀会グループの病院や施設を中心に食事を提供する給食サービスを事業としている。代表取締役をNishiki Corporationの副社長が務めていた。

### Nishiki Holdings Pte. Ltd.
シンガポールに所在する持株会社。2010年8月10日設立。「錦秀会」の名前の由来は、シンガポールから東へ進出して最後は日本へ戻って錦を飾りたいとされる。

## 不祥事

### 巨額脱税事件
1982年4月1日、医療法人錦秀会と理事長の籔本秀雄が法人税法違反、背任、業務上横領、私文書偽造、同行使、診療放射線技師及び診療エックス線技師法違反の容疑で逮捕されて法人側には罰金1億3000万円、籔本には懲役2年の判決が言い渡された。その判決を不服として控訴したが、背任のみ無罪となり懲役2年、執行猶予5年の判決が言い渡された。この事件は、ワンマン経営で法人を私物化するために同族で固めたことが問題視されている。

### 訪問看護療養費誤請求
2011年2月24日、医療法人聖和錦秀会が運営している訪問看護ステーションで、指定自立支援医療機関（精神通院医療）医療担当規定を遵守しなかったことにより、訪問看護療養費を多く請求していた問題が発覚した。大阪府は監査を実施し、2012年7月18日に聖和錦秀会へ改善勧告を行った。これにより2006年3月から2011年2月までの訪問看護療養費、83,576,810円を返還することとなった。聖和錦秀会は阪本病院に併設されている訪問看護事業所すみれ草で訪問時間や患者の症状について実際とは異なる記載をしていたと発表した。同病院の精神科に受診歴がある患者宅を週に1～3回（1回あたり療養費5,550円）訪問しており、法人によると、患者宅を訪問した看護師たちは、体温や血圧などを測ったり、質問したりして、体調を確認。その内容を看護記録として事業所内のパソコンで入力して、保存することになっている。ところが、読売新聞が入手した記録によると、訪問したはずの日の記録が白紙のものや、毎回、患者の体温や会話内容が全く同じだったものが大量にあった。読売新聞の取材に、法人側は「事情を聞いた看護師のうち3人がパソコンでコピー＆ペーストしたと認めた」としている。

### 神出病院虐待事件
2020年3月4日、医療法人兵庫錦秀会が運営している神出病院の元看護助手と看護師ら計6人が、精神疾患や認知症などで入院中の患者に対して暴行を加えたりしたとして監禁・準強制わいせつ・暴力行為等処罰法違反など3つの容疑で兵庫県警察に逮捕された。事件が発覚したのは元看護助手が2019年12月に20代女性の胸を触ったなどとして強制わいせつ容疑で逮捕された際に押収されたスマートフォンから患者を虐待する様子を収めた動画が約30本発見されたことによる。元看護助手は「患者の反応が面白かった」などと供述して容疑を認めており、動画はSNSの「LINE」で仲間内で共有されていた。虐待の被害に遭ったのは計3人で、トイレで裸にして椅子に座らせてホースで放水したり、床に寝かせて落下防止用の柵が付いたベッドを逆さに覆いかぶせて閉じ込めたり、患者同士で無理矢理キスさせたり、額にシールを貼ったり、床を舐めさせるなど虐待は1年以上にわたって日常的に繰り返されており、被害に遭った患者は精神疾患や認知症などを患っていて抵抗や被害を申告することが出来ない状態だった。被害を申告できなかったが故に事件の発覚が遅れたとみられている。神出病院の事務部長は「昨年12月に県警から連絡を受けるまで誰も虐待行為に気づけなかった」としている。この事件を受けて神戸市は精神保健福祉法に基づいて立ち入り検査を実施した。

### 日本大学背任事件
2021年10月7日、東京地方検察庁特別捜査部は錦秀会グループ前理事長の籔本雅巳と学校法人日本大学理事の井ノ口忠男を背任容疑で逮捕した。日本大学は2020年4月に24億4千万円で設計事務所と契約、一部の約7億3千万円を同年7月に支払った。翌8月、このうち2億2千万円が、前理事長が全額出資した実体のないペーパー会社（東京都港区）に「コンサルタント料」名目で送金され、前理事長がペーパー会社から約1億円の配当を受け取っていた。2022年3月29日、東京地方裁判所は日本大学前理事長・田中英寿が本法人前理事長や日本大学元理事らから受け取ったリベートなど計1億1820万円を申告から除外し、所得税計約5,200万円を脱税したとして懲役1年、執行猶予3年、罰金1,300万円の判決を言い渡した。2025年3月10日、籔本雅巳と井ノ口忠男の初公判が東京地方裁判所で開かれ、2人とも無罪を主張した。

### 阪本病院虐待事件
2022年3月29日、医療法人聖和錦秀会が運営している阪本病院で認知症の入院患者に対し、胸や性器をさわるなどの性的虐待、乱暴な言葉遣いや、車椅子の前輪をあげて走るといった危険行為をしていたとの匿名通報を受け、大阪府が調査し10名程度の職員が関与したと発覚。府による精神保健福祉法に基づいた指導で病院は関与した15名のうち退職した2名をのぞく13名を厳重注意した。